# Погребняківська сільська рада
Погребняківська сільська рада — колишній орган місцевого самоврядування у Семенівському районі Полтавської області з центром у c. Погребняки.
Населення — 1623 осіб.

## Населені пункти
Сільраді були підпорядковані населені пункти:
- c. Погребняки
- с. Дем'янівка
- с. Мирони